# Periophthalmus barbarus

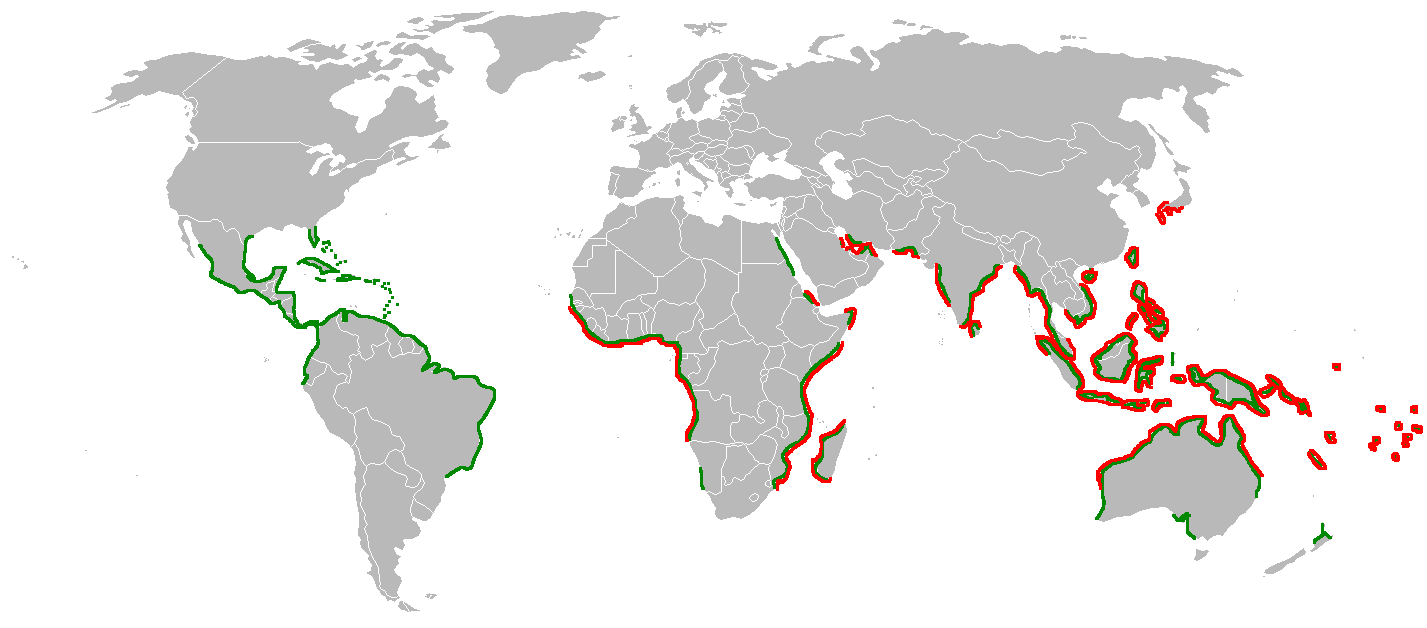
Areale delle mangrovie (in verde) e dei Periophthalmus (in rosso) in America, Africa, Asia e Oceania.

Il saltafango atlantico (Linneo, 1766), noto in lingua inglese anche con il nome Atlantic mudskipper, è un pesce della famiglia Gobiidae e della sottofamiglia Oxudercinae,  specie del genere Periophthalmus.
I pesci di questo genere hanno corpo allungato, testa grossa e occhi sporgenti. Come le altre specie, anche questa, che passa la maggior parte della vita fuori dall'acqua, si nutre di piccoli animali che trova nel fango. La respirazione avviene attraverso la pelle, che deve restare umida. Può "passeggiare" usando le pinne pettorali come zampe e spiccare salti nel fango piegando il corpo con movimenti rapidi.

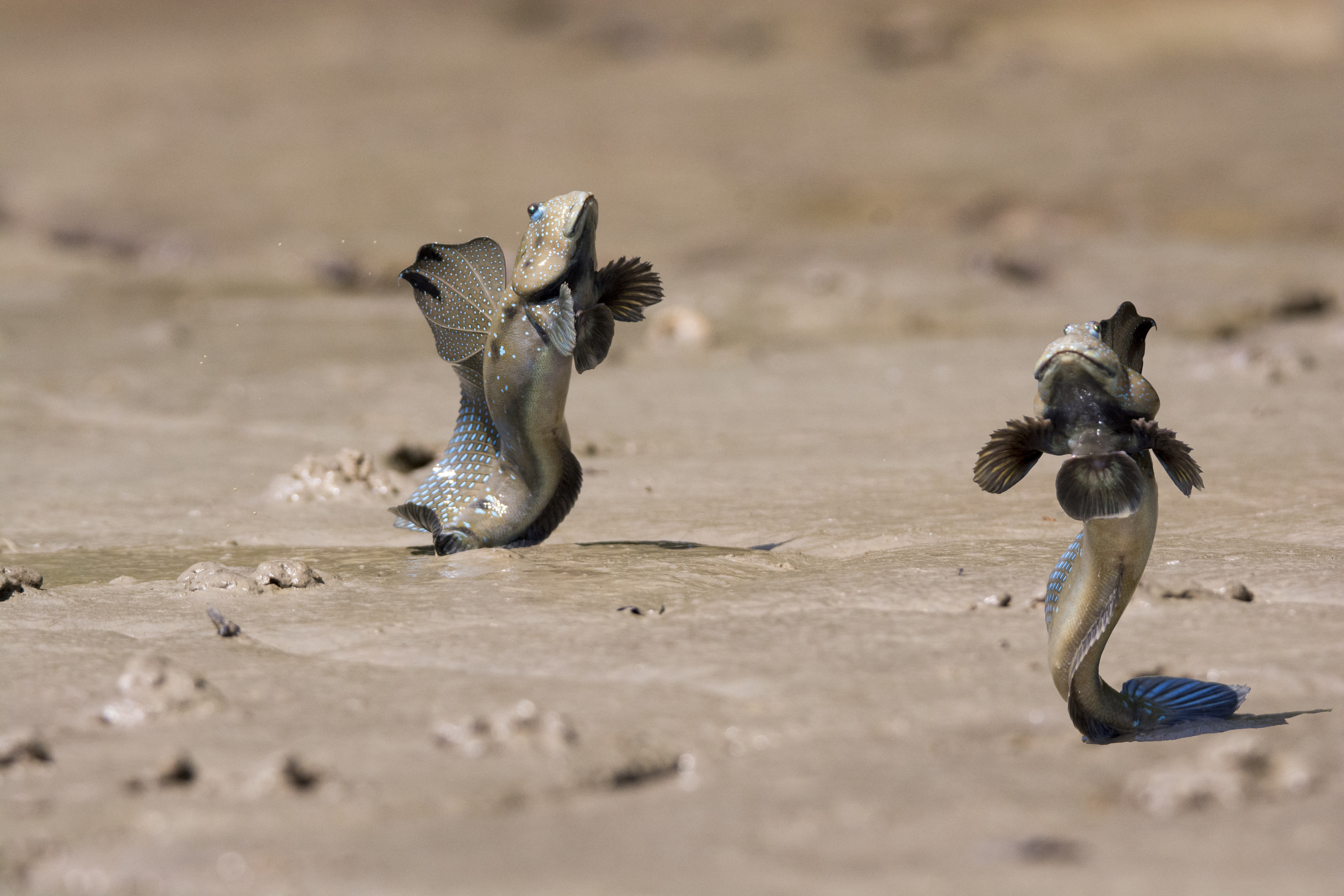
Due individui che "saltano"

## Areale e habitat
I saltafango Atlantici si trovano in Africa del Sud-Owest, nelle paludi di mangrovie e principalmente negli specchi d'acqua salmastri vicino alla costa. I paesi in cui si trovano sono l'Angola, la Repubblica Democratica del Congo, il Camerun e il Ghana, incluse le isole in mare aperto: Macias Nguema, Sao Tomé e Principe.
I saltafango Atlantici sono animali semi-acquatici che vivono in aree con acqua leggermente salata, come gli estuari dei fiumi e le distese fangose. Generalmente, trascorrono la maggior parte della giornata sulla terraferma.

## Descrizione
Ha un corpo allungato ricoperto di squame, testa grossa e occhi sporgenti, con una colorazione marroncina, e arriva fino a 14,7 cm di lunghezza. Le femmine raggiungono la maturità sessuale ad una lunghezza del corpo di circa 10,2 cm e i maschi di circa 10,8 cm. Il saltafango Atlantico può deporre le uova durante tutto l'anno. Tuttavia, la deposizione delle uova avviene principalmente per i maschi tra febbraio e maggio e per le femmine tra marzo e maggio. In natura, preferiscono mangiare vermi, grilli, mosche, scarafaggi, piccoli pesci e piccoli crostacei (granchi sporadici).